# Kirchender Bach
Der Kirchender Bach ist ein rechtsseitiger Zulauf des Herdecker Bachs in Herdecke. Er ist über 2000 m lang. Er entspringt am Nordrand von Westende und fließt in östliche Richtung ab. Seine Zuläufe sind insbesondere zwei linksseitige namenlose Bäche aus den beiden Siepen In den Höfen und Twistensiepen. Er ist teilweise aufgrund der Überbauung durch einen Sportplatz verrohrt.